# Zwalm
Zwalm é um município belga da região da Flandres, província de Flandres Oriental. O município é constituído pelas vilas de Dikkele, Hermelgem, Hundelgem, Meilegem, Munkzwalm, Nederzwalm, Paulatem, Roborst, Rozebeke, Sint-Blasius-Boekel, Sint-Denijs-Boekel e Sint-Maria-Latem. 
Em 1 de Janeiro de 2006, o município tinha uma população de  7.765 habitantes. O município tem uma superfície total de 33, 82 km² , correspondendo a uma densidade populacional de 230 habitantes por km².

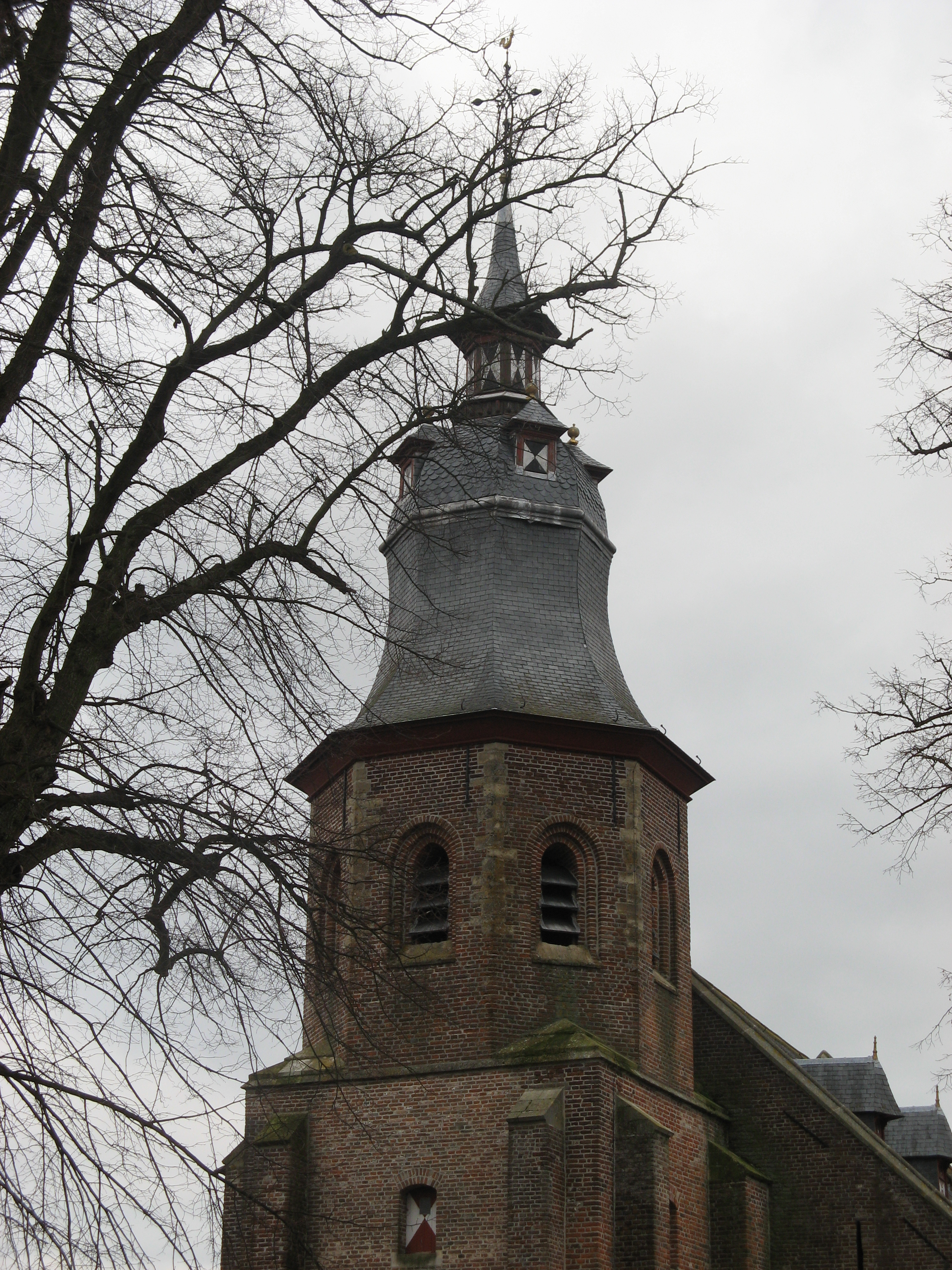
Igreja de Roborst